# Зеленська сільська рада (Верховинський район)
| Зеленська сільська рада — орган місцевого самоврядування у Верховинському районі Івано-Франківської області з адміністративним центром у с. Зелене. Історична дата утворення: в 1899 році. Водоймища на території, підпорядкованій даній раді: річка Чорний Черемош. Сільській раді підпорядковані населені пункти: - с. Зелене - с. Буркут - с. Топільче - с. Явірник |

## Склад ради
Рада складається з 16 депутатів та голови.

### Керівний склад ради
| ПІБ                    | Основні відомості                                                                     | Дата обрання | Дата звільнення |
| ---------------------- | ------------------------------------------------------------------------------------- | ------------ | --------------- |
| Мицканюк Іван Іванович | Сільський голова, 1958 року народження, освіта, член Української Народної Партії      | 26.03.2006   | 31.10.2010      |
| Мицканюк Іван Іванович | Сільський голова, 1958 року народження, освіта вища, член Української Народної Партії | 31.10.2010   |                 |

Примітка: таблиця складена за даними джерела

## Населення
Згідно з переписом УРСР 1989 року чисельність наявного населення села становила 1451 особа, з яких 748 чоловіків та 703 жінки.
За переписом населення України 2001 року в селі мешкало 1310 осіб.

### Мова
Розподіл населення за рідною мовою за даними перепису 2001 року:
| Мова       | Відсоток |
| ---------- | -------- |
| українська | 99,77 %  |
| російська  | 0,15 %   |
| білоруська | 0,08 %   |